# Майкаїнське ТВ
Майкаїнське ТВ — табірне відділення системи виправно-трудових таборів СРСР (ГУЛАГ), оперативне керування якого здійснювало Спеціальне головне управління (СГУ).
Організоване 14.07.47;

закрите 29.04.53.
Дислокація: Казахська РСР, р.п. Майкаїн;
Павлодарська область, Баян-Аульський р-н, р.п. Майкаїн.

## Виконувані роботи
- обслуговування робіт комбінату «Майкаїнзолото» ,
- видобуток руди, будівельні роботи.

## Чисельність з/к
- проектований ліміт в 1947 р — 700 чол., з подальшим доведенням до 2600 чол.;
- середньомісячна чисельність в 1952 р — близько 400 з/к;
- 01.03.52 — 517